# Prionolabis barberi
Prionolabis barberi là một loài ruồi trong họ Limoniidae. Chúng phân bố ở miền Tân bắc.